# Kamen Rider
Kamen Rider (仮面ライダー Kamen Raidā?), traducido literalmente como Jinete enmascarado o en el contexto de la serie como Motorista enmascarado, y durante algunos años conocida en algunos mercados internacionales con el título de Masked Rider, es el título de la primera franquicia de la historia de la televisión japonesa del subgénero Henshin Hero dentro del género tokusatsu. Su creador fue el fallecido mangaka Shōtarō Ishinomori, y se compone de 35 temporadas de televisión muchas de ellas con películas asociadas, 5 películas independientes y varios mangas. Las temporadas televisivas se dividen a su vez en tres épocas, la llamada época Shōwa, emitida con varios parones entre 1971 y 1989, y la época Heisei, que comenzó en enero de 2000 y terminó en septiembre de 2019, dando lugar a la era Reiwa, la cual ya se encuentra en emisión desde entonces.

## Argumento
Cada temporada de Kamen Rider presenta una historia diferente con personajes y tramas independientes, aunque todas siguen un esquema similar. El protagonista suele ser un motorista que por diversos medios, la mayor de las veces tecnológicos y a veces mágicos o combinación de ambos según la temporada, se transforma, siempre utilizando la frase Henshin (変身?) ("transformación") en un superhéroe llamado Kamen Rider con un traje blindado y una máscara que generalmente está decorada recordando a un insecto (un saltamontes la mayoría de las veces), y sobre todo en la era Heisei, según la temática de la temporada. En unas temporadas hay un solo Kamen Rider, mientras que en otras hay dos o más, habiendo algunas que presentan más de diez Riders diferentes. Estos Riders luchan contra enemigos diversos o incluso a veces entre ellos. Se da también la circunstancia de que la inmensa mayoría de los Riders suelen ser hombres, aunque a partir de la época Heisei comienzan a verse Riders mujeres, de forma esporádica y pocas veces como personajes regulares.
Es seña de identidad de los Kamen Rider como ataque final una patada voladora que, aunque cambia de nombre cada temporada, es genéricamente conocida por el nombre de "Rider Kick". Otra seña de identidad desde el principio de la franquicia que se repite temporada tras temporada hasta la actualidad es que, dentro del argumento, los poderes del Kamen Rider protagonista siempre tienen un origen maligno del mismo tipo que los villanos o estrechamente relacionado con ellos, pero usa esos poderes para el bien en lugar de para el mal, y esta relación se convierte en fuente de conflictos argumentales según la temporada. Por ejemplo, en la primera temporada (1971) los villanos secuestran y operan al protagonista para convertirle en uno de sus cyborgs, pero él logra escapar antes de que le laven el cerebro y se convierte en su enemigo; o en la temporada Kamen Rider Wizard (2012), hay una serie de humanos con monstruos en su interior que si se dejan vencer por la desesperación el monstruo sale, pero si se resisten con esperanza pueden usar ese poder para transformarse en Kamen Riders.

## Historia
La historia de la serie se divide en tres épocas que, tal y como se dividen de forma general los periodos históricos en Japón, reciben el nombre póstumo del emperador que había en Japón en el momento de la emisión. La primera época es la época Shōwa, que engloba las nueve primeras temporadas de la serie, emitidas entre 1971 y 1989, la segunda es la época Heisei, que comienza en 2000 y hasta 2019 lleva emitidas 20 temporadas y la época Reiwa, que sigue vigente contando con 5 temporadas.

### Época Shōwa
Producida por Tōru Hirayama (平山 亨 Hirayama Tōru?) y creada por Shōtarō Ishinomori, creador de Cyborg 009, Kamen Rider se estrenó el 3 de abril de 1971 en NET TV, la actual TV Asahi. Al principio iba a ser una adaptación de su manga Skull Man, pero después Ishinomori y Hirayama rediseñaron al protagonista para que recordara a un saltamontes, diseño que eligió la hija de Ishinomori. El protagonista, Takeshi Hongo, interpretado por el actor y especialista Hiroshi Fujioka, era descrito como un humano modificado (改造人間 kaizō ningen?) o cyborg. Durante el rodaje del episodio 10, Fujioka se cayó de la motocicleta y se rompió la pierna. Su personaje desaparecería para introducir otro protagonista en el episodio 14, Hayato Ichimonji, interpretado por Takeshi Sasaki. Fujioka regresó en el episodio 53, uniendo a los dos actores y personajes como Kamen Rider 1 (Ichigo) y Kamen Rider 2 (Nigo), y estos dos personajes aparecerían con mayor o menor frecuencia durante las siguientes temporadas, en el periodo hasta Kamen Rider Stronger.
En 1974 se emitió Kamen Rider Amazon, que además de introducir la novedad del primer Kamen Rider no basado en un insecto, fue la serie más corta de la franquicia, durando tan solo 24 episodios. La versión popular dice que la serie fue cancelada debido a su violencia, lo cual es cierto, ya que la serie presentaba un nivel de violencia mucho mayor a las series anteriores. Pero la verdadera razón de su corta duración fue el cambio de emisora de NET a TBS. Este cambio dejaría un hueco 24 semanas de espacio televisivo antes del cambio, y por ello, Kamen Rider Amazon tiene una duración tan corta. Luego del cambio de emisora, Himitsu Sentai Gorenger, otra renombarada serie tokusatsu, se empezaria a emitir en NET.
Luego de Amazon, comenzaron los parones de larga duración en la emisión, y ya solo se emitirían dentro de la era Shōwa cuatro temporadas más, separadas por varios años de ausencia de las pantallas.
Tras un parón de casi cuatro años tras el final de Kamen Rider Stronger en enero de 1976, la serie regresó a televisión en octubre de 1979 durante dos años con New Kamen Rider y Kamen Rider Super-1. La emisión se volvió a interrumpir durante la mayor parte de los años 1980 salvo por un especial de 1984 para televisión en el que debutó Kamen Rider ZX, que fue lo último de la franquicia que produjo Hirayama. En 1987 se estrenó Kamen Rider Black, la primera temporada que no hizo ninguna referencia con ninguna temporada anterior, y que fue al mismo tiempo la única temporada que tuvo una secuela directa, Kamen Rider Black RX, en 1988, que fue la última temporada televisiva del periodo Shōwa y que sirvió como base para la adaptación americana realizada por Haim Saban y titulada Masked Rider.
La franquicia permaneció completamente ausente de la televisión durante los años 1990, y sobrevivió gracias a espectáculos en vivo, publicaciones discográficas y tres películas cinematográficas, Shin Kamen Rider: Prologue, Kamen Rider ZO y Kamen Rider J, que aunque se estrenaron ya reinando Akihito y por tanto en la era Heisei, se clasifican como parte de la época Shōwa, tanto por parte de la audiencia como de Toei, que incluyó a sus protagonistas como Riders Shōwa en la película de 2014 Heisei Riders vs. Shōwa Riders: Kamen Rider Taisen feat. Super Sentai.

### Época Heisei
La época Heisei se subdivide en dos etapas, la primera entre 2000 y 2009, entre Kamen Rider Kūga y Kamen Rider Decade inclusive, y la segunda de 2009 a 2019, a partir de Kamen Rider W.

#### De Kūga a Decade
Toei anunció la producción de Kamen Rider Kūga en mayo de 1999. Era parte de un renacimiento de Kamen Rider en el que Ishinomori había estado trabajando en 1997 y que planeaba como celebración del 30.º aniversario de la franquicia. Sin embargo, Shōtarō Ishinomori falleció en 1998 antes de poder materializar el proyecto. El estreno se realizó el 30 de enero de 2000, protagonizada por el actor debutante Joe Odagiri. Tras Kūga, se emitió durante el 30.º aniversario Kamen Rider Agito, en la que se introdujo varias de las señas de identidad de la época Heisei, como la introducción de varios Riders en una sola temporada (cuatro en Agito), la reproducción de la sintonía de cierre durante la escena de clímax en vez de en los créditos, y la introducción de Honda como patrocinadora y fabricante de las motocicletas y otros vehículos de los Riders. Tras Agito, Kamen Rider Ryūki introdujo la relación con la discográfica Avex Group y sus artistas para interpretar las canciones de la serie, así como la creación del grupo Rider Chips, considerado la banda oficial de Kamen Rider. En 2009, Kamen Rider Decade celebró ser la décima etapa de la época Heisei reuniendo a todos los protagonistas de las etapas Heisei anteriores, y cerró con ello la década.

#### De Decade a Zi-O
El equipo de Kamen Rider W anunciaron que planeaban comenzar un nuevo periodo de 10 años de Kamen Rider cambiando de estilo respecto al periodo entre Kūga y Decade, incluyendo un nuevo periodo de emisión de cada temporada desde septiembre de un año hasta agosto del siguiente, en contraste con el periodo anterior que emitía cada temporada en un año natural, de enero a enero. Se abandonó también definitivamente la denominación Masked Rider, para utilizar exclusivamente la romanización Kamen Rider en la cabecera.
La seña de identidad respecto a la primera época Heisei fue que en cada temporada se añadirían una serie de artilugios coleccionables que cambiarían cada temporada según la temática. Entre otros se pudo ver memorias USB, medallas de colores, pulsadores, anillos, candados decorados con frutas, minicoches, esferas con forma de ojo, cartuchos, etc. En épocas anteriores ocasionalmente en este aspecto se había introducido el uso de barajas de cartas como objetos coleccionables, pero fue en temporadas concretas con tramas concretas sin mayor continuidad.
En 2010 se estrenaría una trilogía cinematográfica basada en Kamen Rider Den-O y conocida colectivamente como la trilogía Chō-Den-O. A finales de 2010 se estrenó Kamen Rider OOO durante cuya emisión se celebró en 2011 el 40.º aniversario de la franquicia y el capítulo número 1000, que fue el capítulo 28 de esta temporada. En 2012 se produjo Super Hero Taisen, un crossover entre las franquicias Kamen Rider y Super Sentai Series en la que aparecieron todos los personajes de ambas hasta la fecha.

## Temporadas
A continuación se desglosan las temporadas televisivas que ha tenido la serie. En el apartado de temática se desglosan brevemente tanto la inspiración de los trajes de los Riders como otras temáticas que dominan la trama de cada temporada de una u otra forma, y en el apartado de Riders se desglosan los nombres de los Riders protagonistas en esa temporada, excluyéndose específicamente personajes secundarios sin desarrollo destacable en la trama o personajes que solo aparecen en posibles películas asociadas pero no en la serie televisiva. Para abreviar, además, puesto que casi todos los nombres de Riders empiezan por "Kamen Rider" seguido de un sufijo, se incluye solo el sufijo del nombre, por ejemplo, para "Kamen Rider Ichigo" se incluye solo "Ichigo", y para "Kamen Rider Kiva" se incluye solo "Kiva".
| Temporada                         | Temporada                                                                         | Emisión               | Temática                                                                                  | Riders |
| Era Shōwa (1971-1989)             | Era Shōwa (1971-1989)                                                             | Era Shōwa (1971-1989) | Era Shōwa (1971-1989)                                                                     | Era Shōwa (1971-1989) |
| --------------------------------- | --------------------------------------------------------------------------------- | --------------------- | ----------------------------------------------------------------------------------------- | --- |
| 1                                 | Kamen Rider (仮面ライダー Kamen Raidā?)                                           | 1971-1973             | Cyborgs y saltamontes                                                                     | Ichigo y Nigo |
| 2                                 | Kamen Rider V3 (仮面ライダーV3 Kamen Raidā Buisurī?)                              | 1973-1974             | Cyborgs y saltamontes                                                                     | V3 y Riderman |
| 3                                 | Kamen Rider X (仮面ライダーX Kamen Raidā Ekkusu?)                                 | 1974                  | Mitología griega y saltamontes                                                            | X |
| 4                                 | Kamen Rider Amazon (仮面ライダーアマゾン Kamen Raidā Amazon?)                     | 1974-1975             | Tribus amazónicas y el dragón de Komodo                                                   | Amazon |
| 5                                 | Kamen Rider Stronger (仮面ライダーストロンガー Kamen Raidā Sutorongā?)            | 1975                  | Electricidad e insectos                                                                   | Stronger y Electro-Wave Human Tackle                                                                                      |
| 6                                 | Kamen Rider (Skyrider) (仮面ライダー（スカイライダー） Kamen Raidā (Sukairaidā)?) | 1979-1980             | Cyborgs y saltamontes                                                                     | Skyrider |
| 7                                 | Kamen Rider Super-1 (仮面ライダースーパー1 Kamen Raidā Sūpā Wan?)                 | 1980-1981             | Cyborgs                                                                                   | Super-1 |
| 8                                 | Kamen Rider Black (仮面ライダーBLACK Kamen Raidā Burakku?)                        | 1987-1988             | Cyborgs, saltamontes y el Sol                                                             | Black y Shadow Moon |
| 9                                 | Kamen Rider Black RX (仮面ライダーBLACK RX Kamen Raidā Burakku Aru Ekkusu?)       | 1988-1989             | Cyborgs, saltamontes y el Sol                                                             | Black RX y Shadow Moon |
| Era Heisei (1ª parte) (2000-2009) |                                                                                   |                       |                                                                                           | |
| 10                                | Kamen Rider Kūga (仮面ライダークウガ Kamen Raidā Kūga?)                           | 2000-2001             | Policías y civilizaciones antiguas                                                        | Kūga |
| 11                                | Kamen Rider Agito (仮面ライダーアギト Kamen Raidā Agito?)                         | 2001-2002             | Policías, poderes sensoriales e insectos                                                  | Agito, G3, Gills y Another Agito                                                                                          |
| 12                                | Kamen Rider Ryūki (仮面ライダー龍騎 Kamen Raidā Ryūki?)                           | 2002-2003             | Espejos, cartas, realidades alternativas y batallas entre Riders                          | Ryūki, Knight, Scissors, Zolda, Raia, Gai, Ouja, Tiger, Imperer, Femme, Ryuga, Verde y Odin                               |
| 13                                | Kamen Rider 555 (仮面ライダー555 Kamen Raidā Faizu?)                              | 2003-2004             | Monstruos, dispositivos móviles y letras griegas                                          | Faiz, Kaixa, Delta, Psyga y Orga                                                                                          |
| 14                                | Kamen Rider Blade (仮面ライダー剣（ブレイド） Kamen Raidā Bureido?)               | 2004-2005             | Barajas de cartas y monstruos                                                             | Blade, Garren, Chalice y Leangle                                                                                          |
| 15                                | Kamen Rider Hibiki (仮面ライダー響鬼（ヒビキ） Kamen Raidā Hibiki?)               | 2005-2006             | El sonido, instrumentos, la música y los Oni                                              | Hibiki, Ibuki, Todoroki, Zanki, Danki, Sabaki, Eiki, Shuki y Kyoki                                                        |
| 16                                | Kamen Rider Kabuto (仮面ライダーカブト Kamen Raidā Kabuto?)                       | 2006-2007             | Insectos y extraterrestres                                                                | Kabuto, Gatack, Drake, Sasword, TheBee, KickHopper, PunchHopper y Dark Kabuto                                             |
| 17                                | Kamen Rider Den-O (仮面ライダー電王 Kamen Raidā Den'ō?)                           | 2007-2008             | Trenes, viajes en el tiempo, genios y posesiones                                          | Den-O, Zeronos, New Den-O y Gaoh                                                                                          |
| 18                                | Kamen Rider Kiva (仮面ライダーキバ Kamen Raidā Kiba?)                             | 2008-2009             | Monstruos clásicos, violines y piezas de ajedrez                                          | Kiva, Ixa, Proto-Ixa, Saga y Dark Kiva                                                                                    |
| 19                                | Kamen Rider Decade (仮面ライダーディケイド Kamen Raidā Dikeido?)                  | 2009                  | Mundos paralelos, cartas, fotografías y Riders Heisei del pasado                          | Decade y Diend |
| Era Heisei (2ª parte) (2010-2019) |                                                                                   |                       |                                                                                           | |
| 20                                | Kamen Rider W (仮面ライダーW（ダブル） Kamen Raidā Daburu?)                       | 2009-2010             | Detectives, memorias portátiles y cuerpos compartidos                                     | W, Accel, Skull, Eternal y Joker                                                                                          |
| 21                                | Kamen Rider OOO (仮面ライダーOOO(オーズ) Kamen Raidā Ōzu?)                        | 2010-2011             | Medallas y codicia                                                                        | OOO, Birth y Proto-Birth                                                                                                  |
| 22                                | Kamen Rider Fourze (仮面ライダーフォーゼ Kamen Raidā Fōze?)                       | 2011-2012             | Estudiantes de preparatoria, amistad, pulsadores, el espacio, constelaciones y el zodiaco | Fourze, Meteor y Nadeshiko                                                                                                |
| 23                                | Kamen Rider Wizard (仮面ライダーウィザード Kamen Raidā Uizādo?)                   | 2012-2013             | Magos, anillos mágicos y esperanza                                                        | Wizard, Beast, Mage, Sorcerer y Wiseman                                                                                   |
| 24                                | Kamen Rider Gaim (仮面ライダーガイム Kamen Raidā Gaimu?)                          | 2013-2014             | Frutas, armaduras, candados, bandas juveniles y baile                                     | Gaim, Baron, Zangetsu, Ryugen, Kurokage, Gridon, Bravo, Sigurd, Marika, Knuckle, Duke, Mars, Jam y Kamuro                 |
| 25                                | Kamen Rider Drive (仮面ライダードライブ Kamen Raidā Doraibu?)                     | 2014-2015             | Policías y automóviles                                                                    | Drive, Mach, Protodrive, Chaser y Gold Drive                                                                              |
| 26                                | Kamen Rider Ghost (仮面ライダーゴースト Kamen Raidā Gōsuto?)                      | 2015-2016             | Fantasmas y personajes históricos                                                         | Ghost, Specter, Necrom, Dark Necrom (Pink) y Dark Ghost                                                                   |
| 27                                | Kamen Rider Ex-Aid (仮面ライダーエグゼイド Kamen Raidā Eguzeido?)                 | 2016-2017             | Médicos y videojuegos                                                                     | Ex-Aid, Brave, Snipe, Lazer, Poppy, Genm, Para-DX y Cronus                                                                |
| 28                                | Kamen Rider Build (仮面ライダービルド Kamen Raidā Birudo?)                        | 2017-2018             | Ciencia, botellas y la caja de Pandora                                                    | Build, Cross-Z, Grease, Rogue, Mad Rogue y Evol                                                                           |
| 29                                | Kamen Rider Zi-O (仮面ライダージオウ Kamen Raidā Jiō?)                            | 2018-2019             | Viajes en el tiempo, relojes y Riders Heisei del pasado                                   | Zi-O, Geiz, Woz, Tsukuyomi y Ōma Zi-O                                                                                     |
| Era Reiwa (2019 - Actualidad)     |                                                                                   |                       |                                                                                           | |
| 30                                | Kamen Rider Zero-One (仮面ライダーゼロワン Kamen Raidā Zerowan?)                  | 2019-2020             | Inteligencia artificial, androides y hackers                                              | Zero-One, Vulcan, Valkyrie, Jin, Horobi, Ikazuchi, Thouser, Naki y Ark-Zero                                               |
| 31                                | Kamen Rider Saber (仮面ライダーセイバー［聖刃］ Kamen Raidā Seibā?)               | 2020-2021             | Libros, historias y espadas                                                               | Saber, Blades, Espada, Kenzan, Buster, Slash, Saikō, Sabela, Durendal, Calibur, Falchion, Solomon y Storious              |
| 32                                | Kamen Rider Revice (仮面ライダーリバイス, Kamen Raidā Ribaisu)                    | 2021-2022             | Demonios, posesiones, sellos y contratos                                                  | Revi, Vice, Evil, Live, Demons, Jeanne, Vail, Destream, Over Demons, Aguilera y Juuga                                     |
| 33                                | Kamen Rider Geats (仮面ライダーギーツ, Kamen Raidā Gītsu)                         | 2022-2023             | Concursos Battle Royale                                                                   | Geats, Tycoon, Na-Go, Buffa, PunkJack, Glare, Glare2, Gazer, Ziin, Kekera, Kyuun, Beroba, Suel Gazer, Regad y Regad Omega |
| 34                                | Kamen Rider Gotchard (仮面ライダーガッチャード, Kamen Raidā Gatchādo)             | 2023-2024             | Alquimia y cartas                                                                         | Gotchard, Majade, Valvarad, Legend, Dread, Gotchard Daybreak, Wind y Eld                                                  |
| 35                                | Kamen Rider Gavv (仮面ライダーガヴ, Kamen Raidā Gavu)                             | 2024-2025             | Golosinas y extraterrestres                                                               | Gavv, Valen, Vram, Bitter Gavv, Bake y Caries                                                                             |
| 36                                | Kamen Rider Zeztz (仮面ライダーゼッツ, Kamen Raidā Zettsu)                        | 2025-2026             | Sueños                                                                                    | Zeztz |

### Películas
A lo largo de la historia de la serie, se estrenaron en cine o en V-Cinema varias decenas de películas ambientadas en las sucesivas temporadas de la serie que extendían su argumento o presentaban crossovers entre temporadas o con otras franquicias de Toei como Super Sentai Series o Metal Hero. Hay entre ellas cuatro producciones a destacar, ya que estuvieron protagonizadas por Kamen Riders inéditos en la serie, pero que forman parte del canon de la franquicia. Las cuatro se sitúan dentro de la franquicia como parte de la era Shōwa, a pesar de que las tres últimas se estrenaron cronológicamente ya en la era Heisei.
- Jūgō Tanjō! Kamen Raidā Zen'in Shūgō!! (10号誕生!仮面ライダー全員集合!! Jūgō Tanjō! Kamen Raidā Zen'in Shūgō!!?): Es una producción especial para televisión de 1984 en la que debutó Kamen Rider ZX y que celebraba su llegada como el 10.º Kamen Rider. También aparecen en ella los nueve Riders de las temporadas anteriores.
- Shin Kamen Rider: Prologue (真・仮面ライダー 序章(プロローグ) Shin Kamen Raidā: Purorōgu?): Es una producción cinematográfica de 1992 protagonizada por Kamen Rider Shin y que celebraba el 20.º aniversario de la franquicia. Shōtarō Ishinomori la creó pensando en el público adulto que había crecido con la serie, por lo que su violencia gráfica y escenas de desnudos, así como la ruptura con varias convenciones de la franquicia, provocó reacciones negativas entre la audiencia.
- Kamen Rider ZO (仮面ライダーZO Kamen Raidā Zetto Ō?): Es una producción cinematográfica de 1993 en la que debutó Kamen Rider ZO.
- Kamen Rider J (仮面ライダーJ Kamen Raidā Jei?): Es una producción cinematográfica de 1994, en la que debutó Kamen Rider J.
- Kamen Rider The First. Es una producción cinematográfica de 2005.Reboot de la primera serie.
- Kamen Rider The Next.Es una producción cinematográfica de 2007. Secuela de la anterior.

### Kamen Rider Amazons
Además de las series incluidas dentro de la cuenta oficial de temporadas, Toei creó Kamen Rider Amazons, una miniserie que se produjo para celebrar el 45 aniversario de la franquicia. Está inspirada muy libremente en Kamen Rider Amazon, pero dirigida a un público adulto, y por tanto con tramas mucho más oscuras y mucha más violencia gráfica que las temporadas normales. Se estrenó el 1 de abril de 2016 en Amazon Prime como miniserie en línea de 13 episodios, y su éxito de crítica y público motivó el rodaje de una segunda temporada de 13 episodios más que se estrenó en 2017. Se espera que esta serie se estrene en el futuro en Estados Unidos, Reino Unido y Alemania.

### Series y personajes similares
Al igual que los Kamen Riders, existen series tokusatsus que tienen similitud con sus personajes o protagonistas. Ya sea por su temática o tramas que de alguna manera recuerdan mucho a sus series hermanas, vinculados posiblemente con las de Kamen Rider; aunque no pertenecen al canon oficial, en sí los temas no son precisamente los insectos, pero sin embargo han aparecido en crossover.
- Inazuman (イナズマン): Es una serie tokusatsu creada también por Shōtarō Ishinomori, emitida el 2 de octubre de 1973 al 26 de marzo de 1974, la cual presenta a Inazuman un superhéroe humanoide parecido a una polilla, que al transformarse, realiza una pose "henshin" (cruzando los brazos hacia el frente de su pecho) y pronuncia la frase "Gōriki Shōrai" (剛 力 招来, literalmente "Summon Mighty Power") cuando este reúne suficiente energía en su cinturón, transformándose así en un mutante azul con enormes ojos ovalados de colores y antenas prominentes en forma de rayo, con bufanda que puede transformar en varias armas.
- Android Kikaider (人造 人間 キ カ イ ダ ー, Jinzō Ningen Kikaidā ): Una serie transmitida en Japón el 8 de julio de 1972 al 5 de mayo de 1973, donde nos presenta a Jiro/Kikaider, un androide que fue creado por el Dr. Kohmyoji para detener a la malvada organización DARK y proteger a los hijos del Dr, Mitsuko y Masaru. Kikaider tiene una guitarra, que usa para anunciar su presencia, y una motocicleta, que se llama Sidemachine. Derrota a los denominados Destructoids usando su ataque especial llamado Denji Endo (Electro End).
- Kikaider 01 (キ カ イ ダ ー 01 , Kikaidā Zero Wan ) (pronunciado como Kikaider Zero One ):Secuela de Android Kikaider, emitida el 12 de mayo de 1973 al 30 de marzo de 1974. Acá nos presenta a Ichiro / Kikaider 01, un poderoso androide de lucha. En forma humana, Ichiro usa una trompeta para anunciar su presencia. 01 funciona con energía solar, por lo que Ichiro no puede transformarse en la oscuridad.
- Space Ironman Kyodain (宇宙 鉄 人 キ ョ ー ダ イ ン, Uchū Tetsujin Kyōdain ): Se estrenó en 1976 y duró 48 episodios. El programa es bien conocido por su extraña trama y diseño de vestuario, atmósfera única y surrealista. Nos presenta a los Kyodain, Joji y Ryuji, hijos del Dr. Hayama, quienes luego de ser secuestrados por un imperio alienígena del planeta "Dada" llamado "Robot Army Corps", los modifica para combatir al malvado imperio. Jiro es transformado en Skyzel (ス カ イ ゼ ル, Sukaizeru ) capaz de transformarse en una forma similar a un jet llamada Skyjet y Ryuji en Grounzel (グ ラ ン ゼ ル, Guranzeru), puede transformarse en una forma similar a un automóvil conocido como Grouncar.
- Choujin Bibyun (超 神 ビ ビ ュ ー ンChōjin Bibyūn , literalmente "Super-Dios Bibyun"): Es una serie clásica de tokusatsu creada por Shotaro Ishinomori y Toei. La serie consta de 36 episodios que es una producción conjunta de NET (ahora TV Asahi ), y se emitió en Japón a partir del 6 de julio de 1976 hasta el 29 de marzo de 1977. En realidad se trata de una secuela de Akumaizer 3. Nos presenta a Kei Tsukimura quien esta destinado a luchar contra Yokai, realizando un ritual del Altar de las Siete Estrellas (七星 壇Shichiseidan ) y derriba a la estrella más brillante de todo el universo, la Estrella Destructora del Ejército (破 軍 星Hagunsei ) , a la Tierra. Tskimura se convierte en uno con el alma de Zabitan, que descendió de la Estrella Destructora del Ejército, y se transforma en el Choujin Bibyun uniéndose a otros dos Choujin; Ichiro Suga/Choujin Bashan y a Tsuyoshi Watanabe/Choujin Zeusheen. Los tres Choujin deciden luchar contra los Yokai para proteger la justicia y la paz, se enfrentan a la ambición del Gran Rey Demonio, Gulliver, que controla a Yokai desde las sombras.

## Adaptaciones fuera de Japón

### Tailandia
En 1974, Chaiyo Productions produjo en Tailandia la película Hanuman y los cinco Riders. Sin embargo, Toei no la acepta como producción oficial, ya que Chaiyo utilizó metraje de la película 5 Riders vs. King Dark sin su autorización.

### Taiwán
De 1975 a 1976, Tungstar Company Limited produjo en Taiwán la serie Super Riders, basada en Kamen Rider.
- 1975: The Super Rider V3, basada en Kamen Rider V3
- 1976: The Five Of Super Rider, basada en Kamen Rider X
- 1976: The Super Riders basada en Kamen Rider vs. Shocker y Kamen Rider vs. Hell Ambassador

### Estados Unidos
En 1995, Saban, tras su éxito al adaptar Super Sentai Series en Power Rangers y Metal Hero en VR Troopers y Beetleborgs, produjo una adaptación de Kamen Rider a la que puso el antiguo título internacional de la franquicia japonesa, Masked Rider. Se emitió entre 1995 y 1996 y se presentó como spin-off de Mighty Morphin Power Rangers en la que se hizo la presentación al principio de la tercera temporada. Utilizó metraje de Kamen Rider Black RX y de las películas Kamen Rider ZO y Kamen Rider J.
En 2009, se produjo Kamen Rider Dragon Knight a partir de Kamen Rider Ryūki, y aunque fue cancelada antes de completarse su emisión en la televisión sindicada, ganó un premio Daytime Emmy a la mejor coordinación de especialistas en la 37.ª ceremonia de los premios. Además, esta serie también se exportó de vuelta a Japón, donde se emitió primero en el canal de pago de Toei, y después en TV Asahi, con buenas críticas.